# Edgar Aristizábal Quintero

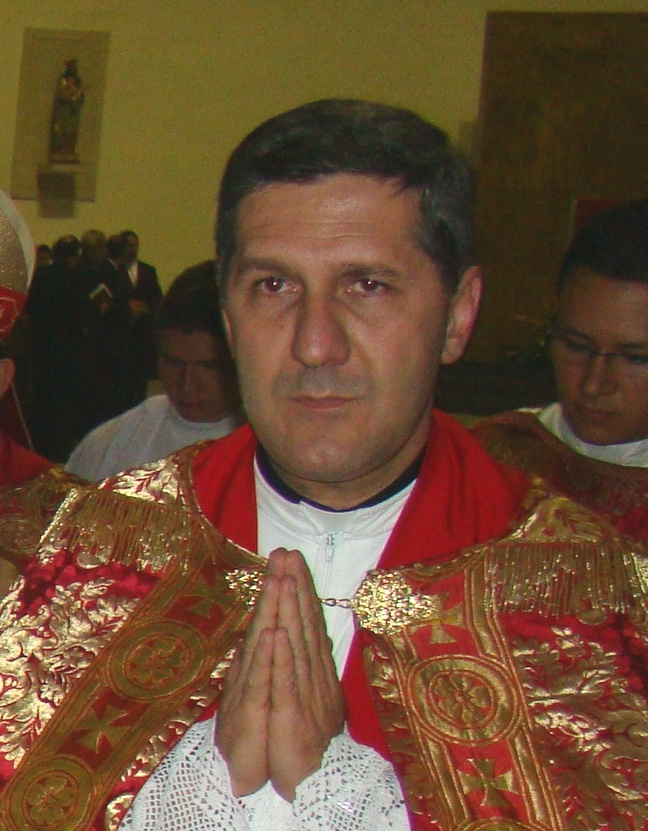
Edgar Aristizábal Quintero (2011)

Wappen von Edgar Aristizábal Quintero als Bischof von Duitama-Sogamoso

Wappen von Edgar Aristizábal Quintero als Weihbischof von Medellín

Edgar Aristizábal Quintero (* 2. Dezember 1965 in Cartago) ist ein kolumbianischer Geistlicher und ernannter römisch-katholischer Bischof von Duitama-Sogamoso.

## Leben
Edgar Aristizábal Quintero studierte an den Priesterseminaren in Cali, Cartago und Manizales. Am 7. Dezember 1990 empfing er  das Sakrament der Priesterweihe für das Bistum Cartago. Nach weiteren Studien an der Päpstlichen Universität Gregoriana erwarb er das Lizenziat in biblischer Theologie.
Nach seiner Priesterweihe war er als Pfarrer in Cartago tätig. Er leitete das Knabenseminar des Bistums Cartago und später das Priesterseminar des Bistums. Ab 2009 war er Direktor der Abteilung für die Glaubenslehre der kolumbianischen Bischofskonferenz.
Papst Benedikt XVI. ernannte ihn am 4. Mai 2011 zum Weihbischof in Medellín und Titularbischof von Castra Galbae. Der Erzbischof von Medellín, Ricardo Tobón, spendete ihm am 4. Juni desselben Jahres die Bischofsweihe; Mitkonsekratoren waren Jairo Jaramillo Monsalve, Erzbischof von Barranquilla, und José Alejandro Castaño Arbeláez OAR, Bischof von Cartago. Als Wahlspruch wählte er Gaudete In Domino Semper.
Papst Franziskus ernannte ihn am 4. Mai 2017 zum Bischof von Yopal. Die Amtseinführung fand am 17. Juni desselben Jahres statt.
Am 24. Mai 2024 bestellte ihn Papst Franziskus zum Bischof von Duitama-Sogamoso.